# Carlos Aguilar
Carlos Daniel Aguilar Morales (Monjas, 25 ottobre 2006) è un calciatore guatemalteco, attaccante del Dep. Malacateco e della nazionale guatemalteca.

## Carriera

### Club
Cresciuto nel settore giovanile del Template:Calcio Deportivo Achuaca, ha debuttato in prima squadra il 24 aprile 2022 in occasione dell'incontro di Liga Nacional de Fútbol pareggiato 1-1 contro il Deportivo Nueva Concepción. Al termine della stagione è stato acquistato dal Dep. Malacateco.

### Nazionale
Ha giocato nelle nazionali giovanili guatemalteche Under-17, Under-18 ed Under-20.
Ha esordito con la nazionale maggiore guatemalteca il 16 marzo 2025 nell'incontro amichevole vinto 2-1 contro l'Honduras.
Nel 2025 è stato inserito nella lista di convocati per la Gold Cup 2025.

## Statistiche

### Presenze e reti nei club
Statistiche aggiornate al 7 giugno 2025.
| Stagione        | Squadra           | Campionato      | Campionato | Campionato | Coppe nazionali | Coppe nazionali | Coppe nazionali | Coppe continentali | Coppe continentali | Coppe continentali | Altre coppe | Altre coppe | Altre coppe | Totale | Totale | Totale |
| Stagione        | Squadra           | Comp            | Pres       | Reti       | Comp            | Pres            | Reti            | Comp               | Pres               | Reti               | Comp        | Pres        | Reti        | Pres   | Reti   |        |
| --------------- | ----------------- | --------------- | ---------- | ---------- | --------------- | --------------- | --------------- | ------------------ | ------------------ | ------------------ | ----------- | ----------- | ----------- | ------ | ------ | ------ |
| 2021-2022       | Deportivo Achuapa | LN              | 2          | 0          | CG              | 0               | 0               | -                  | -                  | -                  | -           | -           | -           | 2      | 0      |        |
| 2022-2023       | Dep. Malacateco   | LN              | 1          | 0          | CG              | 0               | 0               | -                  | -                  | -                  | -           | -           | -           | 1      | 0      |        |
| 2023-2024       | Dep. Malacateco   | LN              | 23         | 1          | CG              | 0               | 0               | -                  | -                  | -                  | -           | -           | -           | 23     | 1      |        |
| 2024-2025       | Dep. Malacateco   | LN              | 36         | 0          | CG              | 0               | 0               | -                  | -                  | -                  | -           | -           | -           | 36     | 0      |        |
| Totale carriera | Totale carriera   | Totale carriera | 62         | 1          |                 | 0               | 0               |                    | -                  | -                  |             | -           | -           | 60     | 1      |        |

### Cronologia presenze e reti in nazionale
| Cronologia completa delle presenze e delle reti in nazionale ― Guatemala | Cronologia completa delle presenze e delle reti in nazionale ― Guatemala | Cronologia completa delle presenze e delle reti in nazionale ― Guatemala | Cronologia completa delle presenze e delle reti in nazionale ― Guatemala | Cronologia completa delle presenze e delle reti in nazionale ― Guatemala | Cronologia completa delle presenze e delle reti in nazionale ― Guatemala | Cronologia completa delle presenze e delle reti in nazionale ― Guatemala | Cronologia completa delle presenze e delle reti in nazionale ― Guatemala |
| Data                                                                     | Città                                                                    | In casa                                                                  | Risultato                                                                | Ospiti                                                                   | Competizione                                                             | Reti                                                                     | Note                                                                     |
| ------------------------------------------------------------------------ | ------------------------------------------------------------------------ | ------------------------------------------------------------------------ | ------------------------------------------------------------------------ | ------------------------------------------------------------------------ | ------------------------------------------------------------------------ | ------------------------------------------------------------------------ | ------------------------------------------------------------------------ |
| 16-3-2025                                                                | Fort Lauderdale                                                          | Honduras                                                                 | 1 – 2                                                                    | Guatemala                                                                | Amichevole                                                               | -                                                                        | 46’                                                                      |
| 25-3-2025                                                                | Ciudad de Guatemala                                                      | Guatemala                                                                | 2 – 0                                                                    | Guyana                                                                   | Gold Cup 2025 - Play-Off                                                 | -                                                                        | 85’                                                                      |
| 31-5-2025                                                                | Chattanooga                                                              | El Salvador                                                              | 1 – 1                                                                    | Guatemala                                                                | Amichevole                                                               | -                                                                        | 46’                                                                      |
| 10-6-2025                                                                | Kingston                                                                 | Giamaica                                                                 | 3 – 0                                                                    | Guatemala                                                                | Qual. Mondiali 2026                                                      | -                                                                        |                                                                          |
| Totale                                                                   |                                                                          | Presenze                                                                 | 4                                                                        |                                                                          | Reti                                                                     | 0                                                                        |                                                                          |